# Солна (община)
Солна (на шведски: Solna kommun) е името на община отъждествявана с едноименния град в рамките на лен Стокхолм, югоизточна Швеция. Солна е предградие (град-сателит), на шведската столица Стокхолм. Главен административен център на общината е квартал Шютехолм, който практически се намира в централната част на Солна. Община Солна в миналото е била отделен от Стокхолм град. Солна е разделена на 9 отделни квартала (части), но без административно значение: Берисхамра, Хага, Хагалунд, Хувудста, Йерва, Фрьосунда, Росунда, Шютехолм и Улриксдал. В Солна са разположени офиси на големи компании, както и множество административни сгради, включително и на миграционните власти. Населението на общината е 72 740 души (към 31 декември 2013).

## Забележка
Практически общината, града, както и квартала се означават по един и същ начин, тъй като съвпадат по територия. Единственото по-голямо различие е обособяването на две епархии – Солна и Росунда в рамките на общината.

## Спорт
Солна има два представителни футболни отбора. Отборът на АИК Фотбол се състезава в Шведската лига Алсвенскан. Отборът на Васалундс ИФ е участник е в Шведската лига Суперетан.